# Pseudodaphnella attenuata
Pseudodaphnella attenuata é uma espécie de gastrópode do gênero Pseudodaphnella, pertencente a família Raphitomidae.